# Związki perfluoroalkilowe

Budowa cząsteczki kwasu perfluorooktanosulfonowego (PFOS), ulegającego bioakumulacji fluorosurfaktantu

Związki perfluoroalkilowe oraz związki polifluoroalkilowe (tzw. wieczne chemikalia, ang. forever chemicals, per- and polyfluoroalkyl substances, perfluorinated alkylated substances, PFASs) – syntetyczne związki fluoroorganiczne, w których cząsteczce jest wiele atomów fluoru przyłączonych do łańcucha alkilowego. Związki te zawierają przynajmniej jedną grupę perfluoroalkilową CnF2n–. Organizacja Współpracy Gospodarczej i Rozwoju ocenia liczbę znanych PFASs na przynajmniej 4730 związków.
Podgrupa tych substancji, fluorosurfaktanty (lub fluorowane surfaktanty) zbudowane są z fluorowanego, hydrofobowego „ogona” alkilowego oraz hydrofilowej „głowy”. Obniżają napięcie powierzchniowe wody skuteczniej niż porównywalne węglowodorowe substancje powierzchniowo czynne. Zalicza się do nich kwasy perfluorosulfonowe, takie jak kwas perfluorooktanosulfonowy (PFOS) i kwasy perfluorokarboksylowe, takie jak kwas perfluorooktanowy (PFOA). PFOS i PFOA są trwałymi zanieczyszczeniami organicznymi i są wykrywane w środowisku i organizmach żywych (też u ludzi).

Wpływ PFAS na zdrowie człowieka